# Gulmaskad dvärgtyrann
Gulmaskad dvärgtyrann (Zimmerius chrysops) är en fågel i familjen tyranner inom ordningen tättingar.

## Utseende
Gulmaskad dvärgtyrann är som namnet avslöjar en liten tyrann. Ovansidan är olivbrun och undersidan ljust gråvit, ej gul som hos andra dvärgtyranner. I ansiktet syns citrongula "glasögon" och på vingarna gula kanter på vingpennorna, ej vingband. Könen är lika.

## Utbredning och systematik
Gulmaskad dvärgtyrann numera delas vanligen in i fyra underarter:
- Zimmerius chrysops minimus – förekommer i Sierra Nevada de Santa Marta (nordöstra Colombia)
- Zimmerius chrysops cumanensis – förekommer i kustnära berg i Venezuela (Anzoátegui, Sucre och Monagas)
- Zimmerius chrysops chrysops – förekommer från södra Colombia till Ecuador, norra Peru och nordvästra Venezuela

## Levnadssätt
Gulmaskad dvärgtyrann hittas i skogar och skogsbryn, mestadels i låglänta områden och förberg. Den ses i skogens mellersta och övre skikt, ofta med stjärten i vågrät ställning.

## Status
Arten har ett stort utbredningsområde och beståndet anses stabilt. Internationella naturvårdsunionen IUCN listar den därför som livskraftig (LC).

## Namn
Släktesnamnet Zimmerius hedrar amerikanske ornitologen John Todd Zimmer.